# Salohalli
Salohalli est un complexe sportif situé dans le quartier d'Anisi à Salo en Finlande.

## Bâtiment
La Salohalli, a été conçue par Jukka Siren et sa construction s'est achevée en 1998.
Le batiment comprend une salle de sport de balle, une salle d'athlétisme, un boulodrome, ainsi qu'un restaurant.
La salle de sports de balle (futsal, basket-ball, handball, volley-ball, floorball et gymnastique)mesure 52 mètres x 32 mètres et à une superficie totale de 1 664 mètres carrés. Sa hauteur libre est de 12,5 mètres.
La tribune offre 1612 places assises et 800 chaises supplémentaires sont disponibles pour le rez-de-chaussée.
La Salohalli est utilisée principalement pour le sport, mais des événements musicaux y sont aussi organisés.